# Stomiinae
Stomiinae zijn een onderfamilie van straalvinnige vissen uit de orde van Draakvisachtigen (Stomiiformes).

## Geslacht
- Stomias G. Cuvier, 1816